# Бен-Яаков, Залман
Залман Бен-Яаков (ивр. זלמן בן-יעקב‎; при рождении Залман Янкелевич; 1897, Серадз, Лодзинское воеводство — 2 марта 1959, Израиль) — раввин, израильский общественный и политический деятель, депутат кнессета 2-го и 3-го созывов от партии «Агудат Исраэль».

## Биография
Родился в 1897 году в Серадзе, Калишская губерния (ныне Польша), учился в иешиве в Островце. Был одним из основателей ортодоксального движения «Агудат Исраэль» в Польше, а также основателем организации «Поалей Агудат Исраэль».
В 1935 году репатриировался в Подмандатную Палестину, руководил образовательными учреждениями «Синай» (Тель-Авив) и «Торат Эмет» в (Хайфа). Работал главным инспектором учреждений независимого образования (ортодоксальная система образования) Израиля.
25 мая 1953 года стал депутатом кнессета 2-го созыва вместо умершего депутата Авраама Дойча. В 1955 году был переизбран депутатом кнессета 2-го созыва. Работал в комиссии по услугам населению, законодательной комиссии, комиссии кнессета.
Его зятем был бывший мэр Бней-Брака Моше Эренштейн.
Умер 2 марта 1959 года, его мандат в кнессете перешел к Шломо-Яакову Гроссу.